# Kentucky Music Hall of Fame
De Kentucky Music Hall of Fame is een eerbetoon in het Kentucky Music Museum in Renfro Valley, een buurtschap in de stad Mount Vernon. Musici dienen voor de Amerikaanse staat Kentucky van betekenis te zijn geweest in muziekwereld. Elke twee jaar worden in principe nieuwe artiesten aan de lijst toegevoegd. Incidenteel worden er extra prijzen uitgereikt.

## Hall of Fame
| Jaar | Artiest                   |
| ---- | ------------------------- |
| 2002 | Rosemary Clooney          |
| 2002 | Everly Brothers           |
| 2002 | Red Foley                 |
| 2002 | Tom T. Hall               |
| 2002 | Grandpa Jones             |
| 2002 | Bradley Kincaid           |
| 2002 | John Lair                 |
| 2002 | Loretta Lynn              |
| 2002 | Bill Monroe               |
| 2002 | The Osborne Brothers      |
| 2002 | Jean Ritchie              |
| 2002 | Merle Travis              |
| 2004 | The Coon Creek Girls      |
| 2004 | Billy Vaughn              |
| 2004 | J.D. Crowe                |
| 2004 | Vestal and Howard Goodman |
| 2004 | Jerry Chesnut             |
| 2004 | Boots Randolph            |
| 2004 | Ricky Skaggs              |
| 2006 | John Conlee               |
| 2006 | Sam Bush                  |
| 2006 | Wynonna & Noami Judd      |
| 2006 | John Jacob Niles          |
| 2006 | Todd Duncan               |
| 2006 | Mary Travers              |
| 2006 | Dottie Rambo              |
| 2006 | Lionel Hampton            |
| 2008 | Les McCann                |
| 2008 | Crystal Gayle             |
| 2008 | Florence Henderson        |
| 2008 | Norro Wilson              |
| 2008 | Dwight Yoakam             |
| 2011 | The Goin Brothers         |
| 2011 | Larnelle Harris           |
| 2011 | Patty Loveless            |
| 2011 | John Michael Montgomery   |
| 2011 | Molly O'Day               |
| 2011 | Steve Wariner             |
| 2011 | Keith Whitley             |
| 2013 | Emory & Linda Martin      |
| 2013 | Exile                     |
| 2013 | The Kentucky Headhunters  |
| 2013 | Old Joe Clark             |
| 2013 | Skeeter Davis             |
| 2013 | Steven Curtis Chapman     |
| 2013 | The Hilltoppers           |

## Extra prijzen
| Extra prijs                                           | 2008                   | 2011                |
| ----------------------------------------------------- | ---------------------- | ------------------- |
| Governor's Award For Lifetime Achievement             | Paul Patton            | Hugh X. Lewis       |
| Kentucky Broadcasters Association Steven Foster Award | Wallace Stamper (Pete) | Al Snyder           |
| Danny R. Ford Distinguished Service Award             | Homer Ledford          | Warren W. Rosenthal |